# Alfred Günther (Schriftsteller)

Alfred Günther um 1926 auf einer Fotografie von Genja Jonas

Alfred Otto Hugo Günther (* 5. März 1885 in Dresden; † 17. Dezember 1969 in Stuttgart-Degerloch) war ein deutscher Schriftsteller und Journalist.

## Leben
Alfred Günther wurde als Sohn des Schlossers Ernst Hermann Günther und dessen Ehefrau Rosine geb. Haar geboren. Er wuchs in Löbau auf und begann nach Ende der Schulzeit eine Lehre in einer Maschinenfabrik in Löbau. Sein Studium an den Staatslehranstalten in Chemnitz musste Günther nach einem Semester abbrechen, weil sein Vater starb und er die Kosten für ein Studium nicht mehr aufbringen konnte.
Günther zog 1905 nach Dresden um und begann, literarisch tätig zu werden. Im Jahr 1908 erschien sein erstes Werk, der Gedichtband Phönix, im Druck. Wie Phönix ist auch sein Folgewerk Von Gott und Frauen der Lyrik des Expressionismus zuzuordnen. Günther war auch als Journalist tätig und arbeitete auf Betreiben von Julius Ferdinand Wollf von 1913 bis 1929 als Feuilleton-Redakteur (Kürzel „ag“) bei den Dresdner Neuesten Nachrichten. Er war dabei hauptsächlich als Literaturkritiker aktiv und engagierte sich „für die Durchsetzung des Expressionismus in der Dresdner Öffentlichkeit“. In den Dresdner Neuesten Nachrichten erschienen zudem eigene Gedichte Günthers, der mit zahlreichen Dichtern und Malern des Expressionismus in Dresden befreundet war, darunter Conrad Felixmüller, Oskar Kokoschka und Walter Hasenclever. Er war Mitarbeiter verschiedener expressionistischer Zeitschriften, darunter der Zeitschrift Menschen und der Neuen Schaubühne. Im Jahr 1919 wurde er neben Will Grohmann, Lasar Segall und anderen Mitbegründer der Dresdner Arbeiter-Kunst-Gemeinschaft, die Expressionisten und Arbeiter näher zusammenführen sollte. Günther war zudem Mitglied weiterer literarischer Vereinigungen der Stadt Dresden, so um 1917 der Literarischen Gesellschaft.
Eine erste Ehe Günthers wurde 1923 nach elf Jahren geschieden, ihr entstammten zwei Söhne. Er heiratete im April 1925 die jüdische Fotografin Genja Jonas, die vor allem als Kinderfotografin sowie als Fotografin von Gret Palucca Bekanntheit erlangte. Von 1929 bis 1933 war Günther Chefredakteur von Reclams Universum in Leipzig und war anschließend als freier Schriftsteller und Journalist tätig. In der Zeit des Nationalsozialismus wurde Günther als „jüdisch versippt“ eingestuft und 1936 aus der Reichsschrifttumskammer ausgeschlossen. Er erhielt Schreib- und Publikationsverbot. Genja Jonas stellte ihren Mann in ihrem Fotoatelier als Mitarbeiter ein; nach ihrem Krebstod im Mai 1938 übernahm Günther das Atelier. Er veräußerte es im September 1938 an die Fotografin Charlotte Rudolph. Nach einem erneuten Antrag wurde er 1939 wieder in die Reichsschrifttumskammer aufgenommen.
Günther zog um 1940 nach Stuttgart um, wo er von 1941 bis 1943 Lektor beim Rowohlt-Verlag war. Nach Ende des Zweiten Weltkriegs arbeitete Günther bis 1955 als Cheflektor der Deutschen Verlags-Anstalt Stuttgart. Dabei betreute er z. B. Paul Celans Gedichtband Mohn und Gedächtnis (1952). Zudem war er als literarischer Übersetzer aus dem Englischen und Französischen aktiv. Günther starb 1969 in Stuttgart.
Fritz Maskos schuf um 1925 eine Büste von Alfred Günther, die im Besitz der Städtischen Galerie Dresden sowie Teil der ständigen Ausstellung des Dresdner Landhauses ist. Sowohl Lasar Segall als auch Otto Dix (1919) schufen Porträts von Alfred Günther.

## Publikationen
Neben zahlreichen Artikeln in Zeitschriften (u. a. Reclams Universum) und Zeitungen (Dresdner Neueste Nachrichten, Leipziger Neueste Nachrichten, Feuilleton des D.N.B.) veröffentlichte Alfred Günther folgende Bücher:
- Phönix. Handzeichnungen. – Lyrikband, E.W. Bonsels, München 1908 (Lyrikband)
- Von Gott und Frauen. Gedichte. E.W. Bonsels, München 1912
- Beschwörung und Traum. Gedichte. Emil Richter, Dresden 1920
- Paganini in Lucca Bachmair, München 1929 (Erzählung)
- Hauptmann Fabian. Schauspiel. Simrock, Berlin 1934 (Theaterstück nach Heinrich von Kleists Die Marquise von O....)
- Philipp Maenz. schauspiel. Ahn & Sinmrock, Berlin 1935
- Der junge Shakespeare. 7 unbekannte Jahre. Deutsche Verlags-Anstalt, Stuttgart 1947
- William Shakespeare. Band 1 & 2. Friedrich Verlag, Velber 1965
- Phönix zwei. Dichtungen aus den Dresdner Jahren. Deutsche Verlags-Anstalt, Stuttgart 1965
- Adolf Lazi – ein Leben für die Fotografie (Buchtext, herausgegeben von Eta Lazi 1955 im Eigenverlag)